# Rytygier
Rytygier (Rytogar, zwany tyranem lemańskim) – legendarny król Alamanów, który pragnął pojąć za żonę królową Wandę.
Po raz pierwszy pojawił się jako bezimienny tyran lemański w Kronice Wincentego Kadłubka. Po śmierci Kraka chciał zająć zbrojnie jego państwo. Gdy naprzeciw oddziałom wroga wyszła królowa Wanda, wojsko urzeczone jej urodą odmówiło walki. Zrozpaczony wódz najeźdźców rzucił się na własny miecz.
Według Kroniki wielkopolskiej król Alamanów miał się starać o rękę niezamężnej Wandy, a gdy ta odmówiła, najechał jej kraj zbrojnie. Miał zginąć w czasie walki, a w podzięce bogom za zwycięstwo Wanda rzuciła się do Wisły.
Imię króla Alamanów, Rytygier, podał dopiero w swojej Kronice Jan Długosz. Prawdopodobnie zaczerpnął je z opowieści o Osantrixie z Sagi o Dytryku z Berna.